# Lijst van zwemrecords 4×50 meter wisselslag gemengd
Dit is een overzicht van de verschillende zwemrecords op de 4×50 meter wisselslag gemengd op de kortebaan (25 meter).

## Kortebaan (25 meter)

### Ontwikkeling wereldrecord
| Nr. | Naam                                                                 | Land             | Tijd      | Datum            | Plaats    |
| --- | -------------------------------------------------------------------- | ---------------- | --------- | ---------------- | --------- |
|     | Ryan Murphy, Nic Fink, Kate Douglass, Torri Huske                    | Verenigde Staten | 1.35,15   | 14 december 2022 | Tokio     |
|     | Kira Toussaint, Arno Kamminga, Maaike de Waard, Thom de Boer         | Nederland        | 1.36,18   | 7 november 2021  | Kazan     |
|     | Kliment Kolesnikov, Vladimir Morozov, Arina Surkova, Maria Kameneva  | Rusland          | 1.36,22   | 5 december 2019  | Glasgow   |
|     | Olivia Smoliga, Michael Andrew, Kelsi Dahlia, Caeleb Dressel         | Verenigde Staten | 1.36,40   | 5 december 2019  | Hangzhou  |
|     | Eugene Godsoe, Kevin Cordes, Claire Donahue, Simone Manuel           | Verenigde Staten | 1.37,17   | 21 december 2013 | Glasgow   |
|     | Vitaly Melnikov, Yuliya Efimova, Svetlana Chimrova, Vladimir Morozov | Rusland          | 1.37,63   | 13 december 2013 | Herning   |
|     | Bobby Hurley, Christian Sprenger, Alicia Coutts, Cate Campbell       | Australië        | 1.37,84   | 9 november 2013  | Tokio     |
|     | Bobby Hurley, Christian Sprenger, Alicia Coutts, Cate Campbell       | Australië        | 1.38,02   | 5 november 2013  | Singapore |
|     | Bobby Hurley, Christian Sprenger, Alicia Coutts, Cate Campbell       | Australië        | 1.39,02 s | 5 november 2013  | Singapore |

Legende: s= series
Nationale records: Amerikaanse records · Australische records · Belgische records · Nederlandse records 
 Internationale records: Olympische records · Wereldrecords · Europese records